# Gouvernement Nabatäa
Das Gouvernement Nabatäa (arabisch محافظة النبطية muhafazat an-Nabatiyya, DMG muḥāfaẓat an-Nabaṭīya) ist eines von inzwischen neun Gouvernements im Libanon. Verwaltungssitz ist Nabatäa.

## Geographie
Das Gouvernement Nabatäa bedeckt eine Fläche von 1058 km². Es grenzt an die libanesischen Gouvernements Süd-Libanon (Westen) und Bekaa (Norden), an Israel und die von Israel annektierten Golanhöhen (im Süden).

## Ethnische und religiöse Aufteilung
Schiiten: 68,69 %; Christen 16,35 %; Sunniten 11,21 %; Drusen 3,75 %

## Gliederung
Das Gouvernement besteht aus 4 Distrikten:
| Distrikt       | Hauptort       |
| -------------- | -------------- |
| Nabatäa        | Nabatäa        |
| Mardsch Uyun   | Mardsch Uyun   |
| Hasbeya        | Hasbeya        |
| Bint Dschubail | Bint Dschubail |

## Städte
- Nabatäa
- Bint Dschubail
- Chiyam
- Mais al-Dschabal